# Amelia (Włochy)
Amelia – miasto i gmina we Włoszech, w regionie Umbria, w prowincji Terni.
Miasteczko z roku na rok staje się coraz bardziej popularne wśród turystów. Znajduje się tu zabytkowa katedra wzniesiona w 872 r. oraz mury obronne z VI wieku p.n.e., później rozbudowane w przez Rzymian. Na wzgórzach wokół Amelii znajdują się gospodarstwa agroturystyczne i niewielkie hotele.
W roku 2004 gminę zamieszkiwało 10 813 osób (81,9 os./km²).

## Współpraca
- Civitavecchia, Włochy
- Joigny, Francja
- Stylida, Grecja